# Suwon
Suwon (în coreeană 수원시) este cel mai mare oraș și capitala provinciei Gyeonggi-do, situat în partea de nord-est a Coreei de Sud. Se afla la 30 km sud de Seul. Orașul a crescut de la o mică așezare până la a fi un centru industrial și cultural puternic. Găzduiește sediul companiei Samsung Electronics, de aici și porecla „Samsung City”. Este sediul clubului de fotbal Suwon Samsung Bluewings.

## Legături externe
- Suwon Arhivat în 12 octombrie 2015, la Wayback Machine. pe site-ul Oficiului Național de Turism al Coreei de Sud